# Ванчини, Флорестано
Флореста́но Ванчи́ни (итал. Florestano Vancini; 24 августа 1926, Феррара, Эмилия-Романья, Италия — 18 сентября 2008, Рим, Италия) — итальянский кинорежиссёр, сценарист и продюсер.

## Биография
В кино пришёл в 1949 году. В начале карьеры был сценаристом, ассистентом режиссёра.
Работал с Марио Сольдати, Валерио Дзурлини. Его фильмы постоянные участники международных кинофестивалей.
Член жюри XXI Московского международного кинофестиваля.

## Избранная фильмография

### Режиссёр
- 1960 — Долгая ночь сорок третьего года / La lunga notte del '43 (по Джорджо Бассани)
- 1961 — Итальянки и любовь / Le italiane e l'amore (эпизод «Судебный развод»)
- 1962 — Банда Казароли / La banda Casaroli
- 1964 — Во все тяжкие / La calda vita
- 1966 — Сезоны нашей любви / Le stagioni del nostro amore
- 1967 — Долгие дни мести / I lunghi giorni della vendetta
- 1968 — Остров / L'isola
- 1969 — Насилие под солнцем / Violenza al sole
- 1972 — Насилие: пятая великая держава / La violenza: Quinto potere
- 1972 — События в Бронте / Bronte: cronaca di un massacro che i libri di storia non hanno racc...
- 1973 — Убийство Маттеоти / Il delitto Matteotti
- 1974 — Горькая любовь / Amore amaro
- 1979 — Буржуазная драма / Un dramma borghese
- 1980 — Неразбериха / La baraonda
- 1982 —  / Il commissionario (ТВ)
- 1984 —  / La neve nel bicchiere (сериал)
- 1985 — Спрут 2 / La piovra 2 (мини-сериал)
- 1987 —  / Imago urbis
- 1988 — Письма из Сальвадора / Lettera dal Salvador (ТВ)
- 1988 — Медицина для людей / Médecins des hommes (сериал)
- 1990 —  / Il giudice istruttore (сериал)
- 1993 — Площадь Испании / Piazza di Spagna (мини-сериал)
- 2005 —  / E ridendo l'uccise

### Сценарист
- 1954 — Женщина с реки / La donna del fiume
- 1960 — Долгая ночь сорок третьего года / La lunga notte del '43
- 1962 — Банда Казароли / La banda Casaroli
- 1964 — Во все тяжкие / La calda vita
- 1966 — Сезоны нашей любви / Le stagioni del nostro amore
- 1969 — Насилие под солнцем / Violenza al sole
- 1971 — Любовник большой медведицы / L'amante dell'Orsa Maggiore, по одноименной книге
- 1972 — События в Бронте / Bronte: cronaca di un massacro che i libri di storia non hanno racc...
- 1973 — Убийство Маттеоти / Il delitto Matteotti
- 1974 — Горькая любовь / Amore amaro
- 1979 — Буржуазная драма / Un dramma borghese
- 1984 —  / La neve nel bicchiere (сериал)
- 1993 — Площадь Испании / Piazza di Spagna (мини-сериал)
- 2005 —  / E ridendo l'uccise

### Продюсер
- 1980 — Неразбериха / La baraonda

## Награды
- 1960 — номинация на приз Золотой лев 21-го Венецианского кинофестиваля («Долгая ночь сорок третьего года»)
- 1960 — приз лучший дебют 21-го Венецианского кинофестиваля («Долгая ночь сорок третьего года»)
- 1966 — номинация на приз Золотой Медведь 16-го Берлинского международного кинофестиваля («Сезоны нашей любви»)
- 1966 — приз ФИПРЕССИ 16-го Берлинского международного кинофестиваля («Сезоны нашей любви»)
- 1973 — номинация на Золотой приз 34-го Венецианского кинофестиваля («Убийство Маттеоти»)
- 1973 — Специальная премия 34-го Венецианского кинофестиваля («Убийство Маттеоти»)